# Yamaha YZ 125

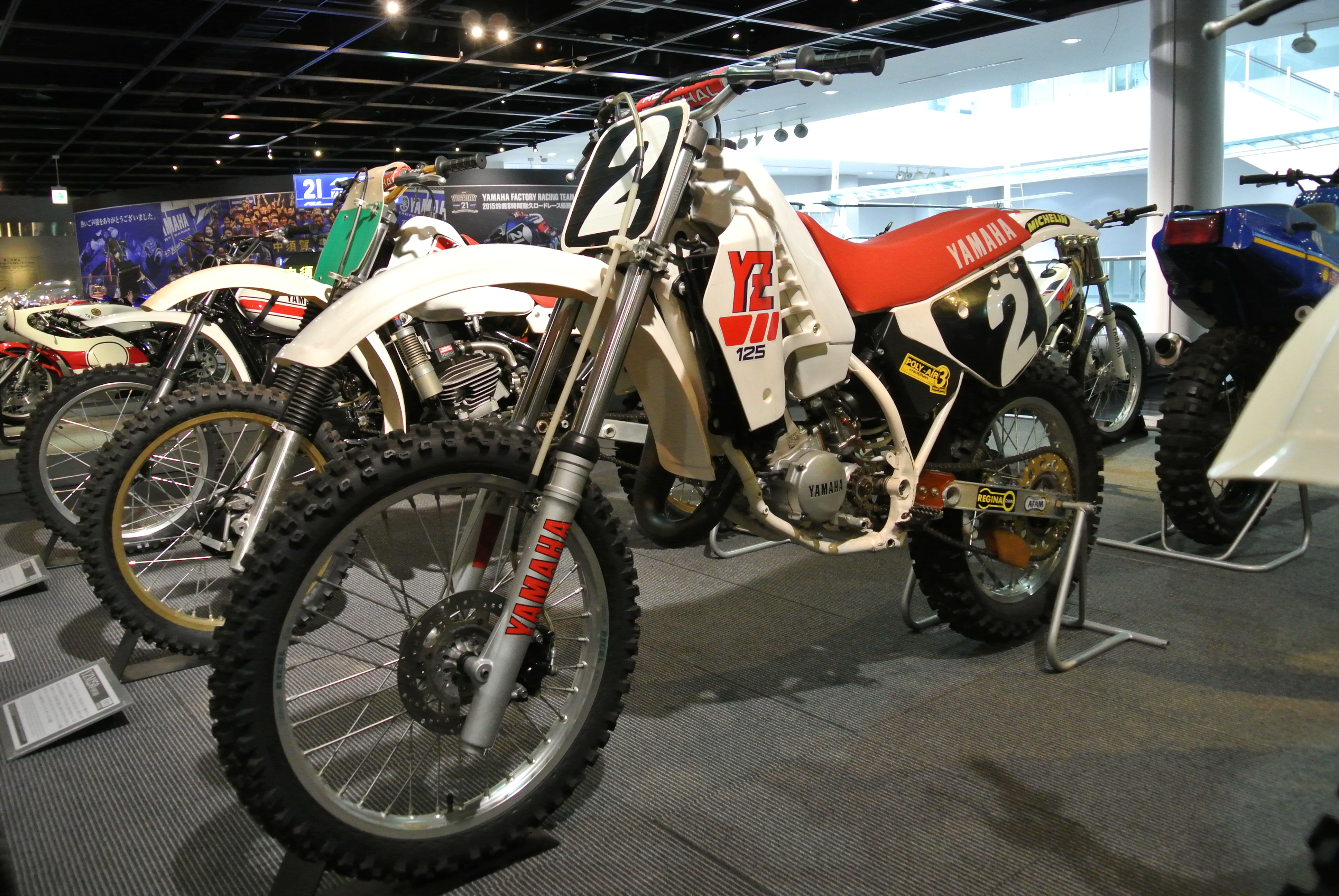
Yamaha YZ125

Yamaha YZ125 je motocykl určený pro motokros s vodou chlazeným dvoutaktním motorem o objemu 124 cm³. Firma Yamaha uvedla první verzi na trh v roce 1974.
Výroba YZ125 začala v roce 1974, kdy pro zadní tlumení byly použity 2 tlumiče. Od roku 1975 až do současnosti je tlumič už jen jeden (zadní tlumící centrální jednotka). YZ125 vyrobené v letech 1996–2004 je považováno za tehdy nejlepší motocrossový model třídy 125 ccm, a to díky výkonové křivce a výborným jízdním vlastnostem.[zdroj?]
Na AMA National Motocross Championships se umístil jezdec s YZ125 na pátém místě. A dobrých výsledků se stroj dočkal i v AMA Regional Supercross Championships. V roce 2001 Yamaha představila k YZ125 čtyřtaktní Yamahu YZ250F. Oba dva motocykly byly postaveny na stejném rámu a mohly jezdit ve stejné výkonnostní třídě.